# 波马罗蒙费拉托
波马罗蒙费拉托（義大利語：Pomaro Monferrato），是意大利亚历山德里亚省的一个市镇。总面积13.56平方公里，人口387人，人口密度28.5人/平方公里（2009年）。ISTAT代码为006131。